# Marina Minetti
Marina Minetti (Genova, 27 aprile 1977) è una conduttrice radiofonica italiana.

## Biografia
Nel 2000 esordisce giovanissima a Radio Babboleo, nota emittente locale di Genova, dove resterà per ben otto anni, fino al 2008. Nel frattempo, affianca al suo lavoro di conduttrice radiofonica a quello di attrice e speaker per spot pubblicitari.
Dal 2008 è Ambasciatrice di Genova nel Mondo.
A partire dal 2008 passa a Radio 19, dove rimarrà fino al 2014, ma si è fatta conoscere a livello nazionale nel 2010, vincendo il concorso "Un giorno da Deejay" indetto da Linus per trovare nuovi talenti da inserire nel palinsesto di Radio Deejay. Dall'agosto dello stesso anno, dunque, esordisce ai microfoni della radio milanese alternandosi alla conduzione del contenitore quotidiano del pomeriggio Un'estate da Deejay con altri quattro speaker vincitori: Andrea Molinari, Laura Gramuglia, Frank e Sarah Jane Ranieri.
A partire dal mese di settembre, terminata la trasmissione estiva, ha condotto la trasmissione del weekend Weejay, terminando poi la sua esperienza a Radio Deejay nel gennaio 2012.
Torna in onda su un'emittente nazionale nel luglio 2014 su R101, dove ha condotto fino al 2015 la fascia del primo pomeriggio, dalle 13 alle 16, con Marco Maccarini, per poi passare nel gennaio 2016 alla conduzione in solitaria nel drive time (16-19). A maggio 2018, passa a Radio Italia ove conduce con Marco Maccarini la fascia pomeridiana dalle 16.00 alle 18.00 (dal lunedì al venerdì) ricoprendo lo spazio radiofonico precedentemente ricoperto da Paola Gallo.

## Radio
- Radio Babboleo (2000-2008)
- Radio 19 (2008-2014)
- Un'estate da Deejay (Radio Deejay, 2010)
- Weejay (Radio Deejay, 2010-2012)
- R101 (dal 2014 al 2018)
- Radio Italia (dal 2018)